# Willkommen im Hotel Mama
Willkommen im Hotel Mama ist eine französische Filmkomödie aus dem Jahr 2016.
Der deutsche Kinostart fand am 11. August 2016 statt. Als Nachfolge-Film entstand 2021 Mamma ante Portas, der 2023 in die deutschen Kinos kam.

## Handlung
Die Architektin Stéphanie zieht kurzzeitig wieder bei ihrer Mutter Jacqueline ein, nachdem ihr Büro in Konkurs gegangen ist. Verzweifelt schreibt Stéphanie Bewerbungen und kommt einfach nicht vorwärts. Zur gleichen Zeit lebt ihre Mutter heimlich eine Liebesbeziehung zu ihrem Nachbarn Jean und versucht dies umständlich zu vertuschen, den Kindern fällt das wunderliche Verhalten ihrer Mutter auf und sie spekulieren auf Alzheimer. Nach einem Essen geraten die Kinder in Streit und der Plan der Mutter, die Liebesbeziehung öffentlich zu machen, schlägt fehl. Stéphanies Schwester Carole fallen Unstimmigkeiten bei der Buchhaltung ihrer Schwester auf und Mutter Jacqueline besucht unangemeldet das mondäne Anwesen der Freundin, die die Anteile von Stéphanies Büro frühzeitig verkauft hatte. Nachdem der Schwindel aufgeflogen war gibt es ein freudvolles Familientreffen in dem Anwesen bei dem Mutter und Jean nun gemeinsam teilnehmen.

## Kritik
Der Filmdienst schreibt: „Eine sommerlich leichte, nach gängigen Mustern vorhersehbar inszenierte Wohlfühl-Komödie, der es an Schwung und sprühenden Ideen fehlt. Auch zeigt die Konfrontation der Generationen kaum Konsequenzen, weil den Figuren die Fallhöhe fehlt.“